# Hulshout
Hulshout este o comună din regiunea Flandra din Belgia. Comuna este formată din localitățile Hulshout, Houtvenne și Westmeerbeek. Suprafața totală a comunei este de 17,35 km². La 1 ianuarie 2008 comuna avea 9.594 locuitori. 
1. ↑  Totale oppervlakte volgens het Kadasterregister, België, gewesten en provincies (în neerlandeză), Algemene Directie Statistiek[*]